# Stenanona carrillensis
Stenanona carrillensis är en kirimojaväxtart som beskrevs av George Edward Schatz och Paulus Johannes Maria Maas. Stenanona carrillensis ingår i släktet Stenanona och familjen kirimojaväxter. Inga underarter finns listade i Catalogue of Life.